# Zajíčkov (železniční zastávka)
Zajíčkov je železniční zastávka ve stejnojmenné obci na jednokolejné neelektrizované trati Tábor – Horní Cerekev. Zastávka byla otevřena 1. prosince 1913. Avšak vlaky po této trati začaly pravidelně jezdit již 16. prosince 1888. Provozovatelem zastávky je Správa železnic. Turistům je od zastávky k dispozici žlutě značená turistická trasa spojující Zajíčkov s Rovnou či Radňovem.